# Grębałów
Grębałów – obszar Krakowa wchodzący w skład Dzielnicy XVII Wzgórza Krzesławickie, dawna wieś.
Osiedle Grębałów jest obecnie osiedlem mieszkalnym. Zabudowa nie jest zbyt zróżnicowana. Prawie cały teren pokryty jest domkami jednorodzinnymi. Niewiele wprawdzie pozostało już z dawnej wsi, aczkolwiek poniektórzy mieszkańcy posiadają własne, małe, prywatne gospodarstwa o wielkości nie przekraczającej 0,5 ha.
Wieś dóbr prestymonialnych kapituły katedralnej krakowskiej w powiecie proszowickim województwa krakowskiego w końcu XVI wieku. W XX-leciu międzywojennym właścicielem folwarku Grębałów był prawnik i porucznik rezerwy Wojska Polskiego Władysław Cieślewcz (1890-1940) syn Józefa i Marii z Miklaszewskich, ofiara zbrodni katyńskiej zamordowana w Katyniu.
Ośrodki kultury i sportu:
- Klub Ośrodka Kultury Kraków Nowa-Huta – Dukat,
- Siedziba i stadion KS Grębałowianka.

Na terenie dzielnicy znajduje się także Cmentarz Grębałów.
W dzielnicy jest przystanek kolejowy Grębałów.

## Zabytki
- Fort 49 1/4 Grębałów – powstał w latach 1897-1899. Brał on udział w walkach podczas I wojny światowej w czasie tzw. pierwszej bitwy o Kraków. Pomysłodawcą i projektantem był austriacki nadporucznik sztabu fortyfikacji Maurycy Brenner.